# Lingua dei segni romena
La lingua dei segni romena o LMG (in romeno Limbaj Mimico-Gestual Românesc) è una lingua dei segni utilizzata in Romania.

## Lingua ufficiale
La lingua dei segni romena è lingua ufficiale della Romania.

## Storia
La lingua dei segni romena si è sviluppata nelle comunità dei sordi in Romania a partire dal XIX secolo. La lingua segnica attuale è affine alla segnologia francese.